# Lett River
Lett River är ett vattendrag i Australien. Det ligger i delstaten New South Wales, i den sydöstra delen av landet, omkring 100 kilometer väster om delstatshuvudstaden Sydney.
I omgivningarna runt Lett River växer huvudsakligen savannskog. Runt Lett River är det ganska glesbefolkat, med 48 invånare per kvadratkilometer. Genomsnittlig årsnederbörd är 1 149 millimeter. Den regnigaste månaden är februari, med i genomsnitt 214 mm nederbörd, och den torraste är juli, med 26 mm nederbörd.